# Przestrzeń Rickarta
Przestrzeń Rickarta – przestrzeń topologiczna o tej własności, że wszystkie jej otwarte podzbiory σ-zwarte mają otwarte domknięcia. Nieprzemiennym uogólnieniem przestrzeni Rickarta są C*-algebry σ-zupełne.
Przestrzenie Rickarta są całkowicie niespójnymi F-przestrzeniami.